# Hendea phillippsi
Hendea phillippsi is een hooiwagen uit de familie Triaenonychidae.